# کوت چاندی
کوت چاندی (به انگلیسی: Kot Chandi) یک منطقهٔ مسکونی در پاکستان است که در ناحیه لاهور واقع شده‌است. کوت چاندی ۱۹۴ متر بالاتر از سطح دریا واقع شده‌است.